# Banca centrale dell'eSwatini
La banca centrale dell'eSwatini (Template:Swati; in inglese Central Bank of Eswatini), è la banca centrale dell'eSwatini.
È stata creata nell'aprile del 1974 e si basa nella capitale Mbabane. La missione della banca è promuovere la stabilità monetaria e favorire un sistema finanziario stabile e sano. Le responsabilità della banca figurano nella gestione della posizione di cambio dello Lilangeni e nella salvaguardia delle riserve di liquidità del paese. La banca procede all'invio di titoli del tesoro swazis fino a 91 giorni, secondo il diritto delle banche swazies «de premier rang». Il governatore attuale è Majozi Sithole.

## Governatori
- Ethan Mayisela, 1974-1979[3]
- HBB Oliver, 1980-1992[3]
- Martin Dlamini, 1992
- James Nxumalo, 1992-1997
- Martin Dlamini, 1998-2013
- Majozi Sithole, a partire dal 2013[4]